# Cash Taxi
Cash Taxi è stato un programma televisivo italiano di genere game show, condotto da Marco Berry. Le prime due edizioni sono andate in onda su Sky Uno e replicate su Cielo, mentre la terza è andata in onda nell'estate 2012 su LA7.

## Il game show
Il quiz, basato sulla collaudata formula del format britannico Cash Cab, prevede che ignari concorrenti salgano sul taxi e rispondano, durante la corsa, ad alcune domande e vincere da 20 a 500 euro (da 20 a 50 euro per l'edizione andata in onda su LA7) per ogni risposta esatta data. I concorrenti potranno ricorrere a due aiuti: telefonare a qualcuno con un telefono cellulare o chiedere ai passanti. Il montepremi massimo è di 1000 €. Se si sbagliano tre risposte il gioco finisce e i concorrenti saranno lasciati dal taxi nel punto della città dove sono in quel momento; dopo aver fatto il secondo errore, il concorrente può annullare quest'ultimo eseguendo una piccola prova di recupero di 30 secondi. Le prime 5 domande fatte al concorrente valgono 20 €, dalla quinta alla decima domanda il valore è di 50 €, mentre dalla decima domanda in poi le domande valgono 100 €. Nell'edizione andata in onda su LA7, non vi sono le domande da 100 €. Infine, i concorrenti arrivati alla destinazione prescelta al momento della salita nel taxi possono decidere se tenersi i soldi vinti durante il viaggio o se rispondere a una domanda finale del valore di 1000 € dove in caso di risposta sbagliata non vinceranno nulla.

## Prima e seconda stagione
La prima edizione, andata in onda nella primavera 2009, si è svolta a Roma, Milano, Torino e Napoli; la seconda, invece, cominciata nel dicembre 2009, si è svolta a Roma, Palermo, Bologna e Firenze. La messa in onda originaria del programma era ogni sera alle 20:25 su Sky Uno. A partire dal 30 agosto 2010 tutte le puntate vengono replicate in chiaro su Cielo dal lunedì al venerdì alle ore 18:00. In una puntata speciale, trasmessa il 26 maggio 2009, è stato ospite Mike Bongiorno, partecipando anche come concorrente.

## Terza stagione
Dal 7 luglio 2012, il programma abbandona News Corp per approdare su LA7, dove è andato in onda ogni week-end, alle 20:30, per dieci settimane, e in seguito durante il periodo natalizio.